# Bandera de la província de Lieja
La bandera de la província de Lieja és un estendard extret de l'escut d'armes. L'estendard està dividit en quatre quarts. El primer carrega un monument o perron envoltat per les lletres L i G, en referència a LieGe, en daurat sobre camp de gules. Al segon quart, hi ha una franja horitzontal d'argent sobre gules (en referència per l'antic ducat de Bouillon). Al tercer quart, tres lleons rampants en verd, 2+1, armats i coronats en gules sobre camp d'argent. Al quart, 5 franges horitzontals vermelles sobre camp d'or (representant el comtat de Loon); i entat per 3 corns o banyes d'argent i gules sobre camp d'or (per l'antic comtat de Hoorn). La ràtio pot ser 1:1 o 2:3.
Es dona el cas que aquest escut d'armes no representa correctament a l'actual província, ja que l'antic comtat de Hoorn fou incorporat als Països Baixos l'any 1839; l'antic ducat de Bouillon està actualment situat a la província belga de Luxemburg. El comtat de Loon coincideix més o menys amb l'actual província de Limburg. Només la meitat de l'actual província de Lieja procedeix de l'antic principat de Lieja, mentre que l'altra meitat està formada per l'antic ducat de Limburg i el principat de Stavelot-Malmedy, els quals no estan representats a l'estendard.

## Logotip
La revista Proxi-Lieja va informar el 21 de març de 2008 que la Província presentava en aquest dia (el dia de la primavera) la seva renovada "imatge de marca". El nou logotip de la Província ha estat dissenyat per l'agència d'estratègia de disseny Minale
El logotip està format per un pseudo-escut heràldic que mostra un lleó blanc sobre un fons vermell una monument groc i a la seva dreta s'escriu en vermell "Província de Liège" en dues línies, tot sobre un camp blanc. El lema "Une Province au service de tous" (Una Província al servei de tots) està escrit en lletres vermelles a la part inferior. Si el logotip s'utilitza com a bandera s'omet el lema, tal com s'aprecia en la imatge de la notícia.
Segons l'article, El logotip no preval sobre l'escut d'armes oficial, el qual mantindrà el seu ús en cerimònies oficials i en els actes del governador. […] El nou logotip, que s'utilitzarà com a blasó, cartell, paper de carta, suport promocional, bandera ... manté un fort caràcter heràldic. […] el lleó, orgullós i voluntari, simbolitza el poder de la província, mentre que el "perron" recorda la llibertat. Els colors del logotip representen els tres valors bàsics de la província: el blanc, com a manca de color, representa la transparència i l'accessibilitat; el vermell, com el color de la passió diària, és també el color de la sang, la llibertat, l'acció i el foc; el taronja-groc, com recordant l'or, va ser el tercer color dominant en l'antic logotip i simbolitza la calor humà.

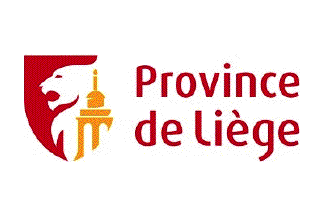
Logotip de la província de Lieja